# Louise Antoinette Lannes
Louise Antoinette Lannes (Parijs, 26 februari 1782 – aldaar, 3 juli 1856) was een hofdame van keizerin Marie Louise en de echtgenote van generaal Jean Lannes.

## Biografie
Ze werd geboren als Louise Antoinette Scholastique Guéheneuc en was de dochter van senator François Scholastique Guéheneuc.  Ze werd gezien als een grote schoonheid en op achttienjarige leeftijd trouwde ze met generaal Jean Lannes. Ze had een gelukkig huwelijk en ze kreeg vijf kinderen: Napoléon, Alfred, Ernest, Gustave en Joséphine. Ze vergezelde haar echtgenoot naar Portugal toen hij aldaar in 1801 tot ambassadeur werd benoemd. Door het organiseren van bals wist ze belangrijke Portugese edelen voor de zaak van Napoleon te winnen.
Via haar huwelijk met Lannes was Louise Antoinette hertogin van Montebello en ze gold in de hogere kringen van haar tijd als een rolmodel van aristocratische vrouwelijkheid. Ze bewoonde samen met hem het Kasteel van Maisons-Laffitte. Ze werd weduwe in 1809 toen haar echtgenoot sneuvelde in de Slag bij Aspern-Eßling. In 1810 werd ze door Napoleon aangesteld tot hofdame van keizerin Marie Louise, zijn tweede echtgenote. De keizer voelde een diepe verplichting om voor de familie van zijn gesneuvelde maarschalk te zorgen. Ze behield deze functie tot 1814. In dat jaar wist ze de keizerin er ook van te overtuigen, samen met Anna Pieri, Napoleon niet te vergezellen in zijn ballingschap op Elba.
Ze vergezelde Marie Louise vervolgens naar Oostenrijk, maar werd daar algauw vervangen als hoofd van Marie Louise's hof.